# (3227) Hasegawa
(3227) Hasegawa (1928 DF) – planetoida z pasa głównego asteroid okrążająca Słońce w ciągu 3,83 lat w średniej odległości 2,45 au. Odkryta 24 lutego 1928 roku.